# Lilli Marx
Lilli Marx (geboren 27. Januar 1921 als Lilli Behrendt in Berlin; gestorben 5. April 2004 in Düsseldorf) war eine deutsche Journalistin und jüdische Verbandsfunktionärin. Sie engagierte sich beim Wiederaufbau jüdischen Lebens im Nachkriegsdeutschland und gründete 1949 den Düsseldorfer Jüdischen Frauenverein.
Lilli Marx war die Ehefrau des Journalisten und Gründers und Herausgebers der Allgemeinen Jüdischen Wochenzeitung, Karl Marx.

## Leben
Lilli Marx, die in einer liberalen jüdischen Familie an ihrem Geburtsort Berlin aufgewachsen war und 1934 die jüdische Mittelschule abgeschlossen hatte, wurde zunächst ausgebildete Krankengymnastin. Der Wunsch, eine weiterführende Schule zu besuchen, wurde ihr abgeschlagen.
1938 emigrierte sie, versehen mit einer Niederlassungsgenehmigung (domestic permit), nach Großbritannien, wo sie ihren späteren Ehemann kennenlernte. Ihr Vater, Arthur Behrendt (1888–1941), kam im KZ Neuengamme ums Leben. Ihre Mutter, Henriette, geborene Silberstein (1892–1942), starb im KZ Ravensbrück. Im Herbst 1946 kehrte Lilli Marx nach Deutschland zurück, ließ sich mit ihrem Mann in Düsseldorf nieder und war dort Mitgründerin und bis 1972 Geschäftsführerin der Allgemeinen Jüdischen Wochenzeitung.
1950 bis 1972 war sie Vorsitzende der Jüdischen Frauengemeinschaft Deutschlands, die sie, gemeinsam mit Jeanette Wolff, Ruth Galinski (geb. 1921), Inge Markus (geb. 1922) und anderen, wiedergegründet hatte (ursprünglich 1904 als Jüdischer Frauenbund durch Bertha Pappenheim gegründet, später durch die Nazis verboten und aufgelöst). Seit 1956 gab sie auch das Mitteilungsblatt dieser Vereinigung, Die Frau in der Gemeinschaft, heraus, das in zwangloser Folge in Düsseldorf erschien und der Allgemeinen Jüdischen Wochenzeitung beigelegt wurde.
1951 war Lilli Marx, gemeinsam mit ihrem Mann, beteiligt an der Gründung der Düsseldorfer Gesellschaft für Christlich-Jüdische Zusammenarbeit. Nachdem sie sich aus der aktiven Leitung der Jüdischen Frauengemeinschaft zurückgezogen hatte, lebte sie mit ihrem zweiten Mann, dem Schriftsteller Alexander Czerski (1920–1986), abwechselnd in Israel und Deutschland. Nach dessen Tod kehrte sie dauerhaft nach Düsseldorf zurück und blieb dem jüdischen Leben, insbesondere dem vielfältigen Veranstaltungsangebot der jüdischen Gemeinde (zu deren Vorstand sie zeitweilig gehörte) und der WIZO, stets verbunden und aktiv zugewandt. Die Jüdische Frauengemeinschaft hatte sich in den 80er Jahren aufgelöst; die nach 1945 in Deutschland geborenen Jüdinnen fühlten sich stärker mit Israel verbunden und engagierten sich stattdessen vermehrt in der WIZO.
Im April 1958 war Lilli Marx eines der Gründungsmitglieder des 200. europäischen Soroptimist-Clubs in Düsseldorf, dem 8. Club der deutschen Union, und von 1966 bis 1968 war sie Präsidentin der deutschen Union von Soroptimist International. Als erste Vizepräsidentin der Europäischen Föderation gelang es ihr, nach dem Krieg neue Kontakte zu den Soroptimistinnen der Israelischen Union zu knüpfen.
Lilli Marx, die bis zu ihrem Lebensende an allen jüdischen Fragen interessiert blieb und eine gesuchte Ratgeberin war, starb am 5. April 2004 im Jüdischen Altenwohn- und Pflegeheim (Nelly-Sachs-Haus) in Düsseldorf.
Am 27. Januar 2022, ihrem 101. Geburtstag, wurde in Düsseldorf-Benrath die Lilli-Marx-Straße ihr zu Ehren benannt.

## Schriften
- Karl Marx (9. Mai 1897 - 15. Dezember 1966) zum Gedenken, Düsseldorf-Benrath: L. Marx, 1966, DNB 988632403